# Носатая гадюка
Носа́тая гадю́ка (лат. Vipera ammodytes) — вид ядовитых змей из рода настоящих гадюк семейства гадюковых.

## Описание

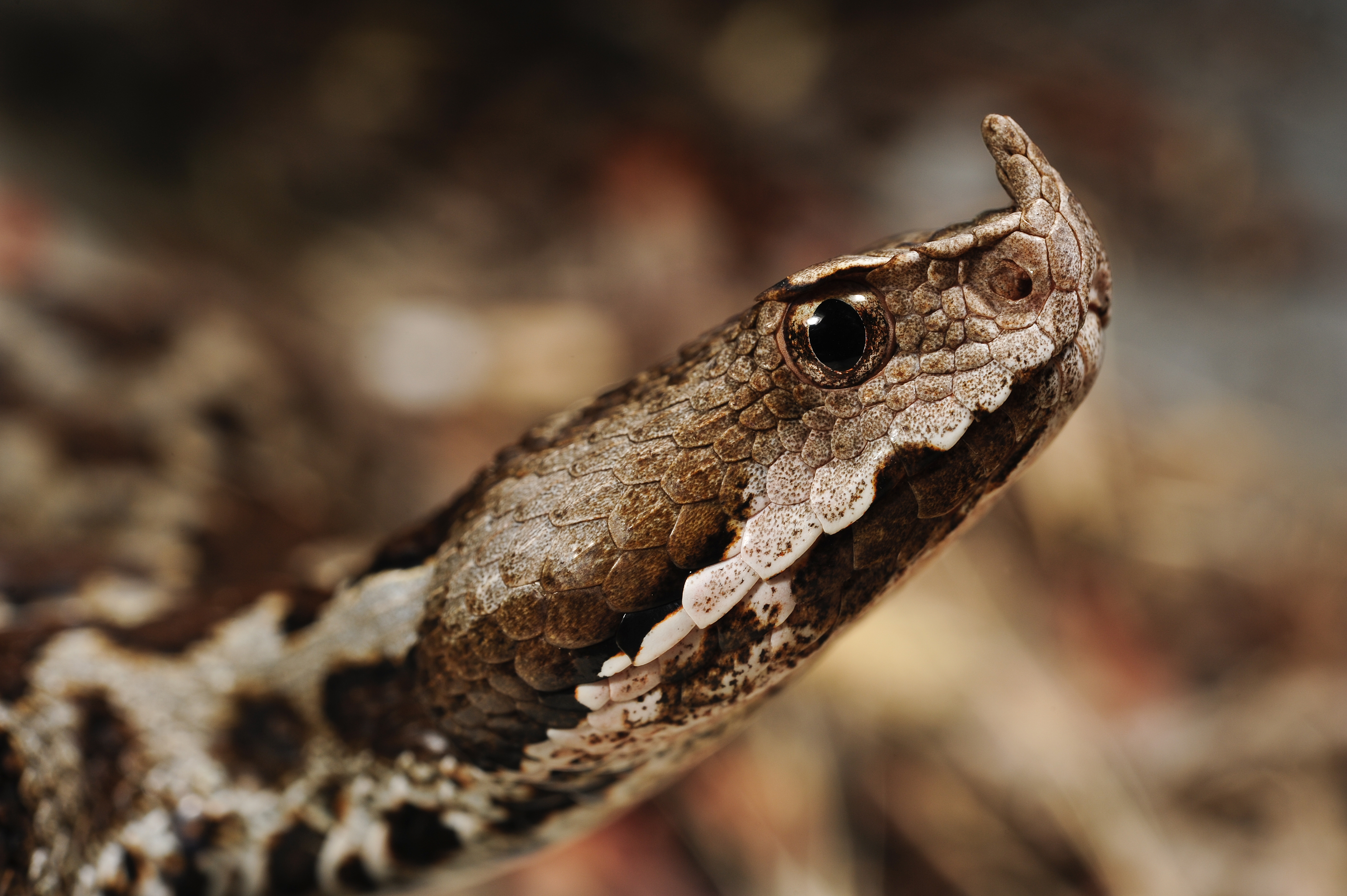
Голова носатой гадюки

Размеры средние, обычно длина тела 60—70 см (до 90 см). Верхняя поверхность головы покрыта мелкой, обычно ребристой чешуёй, но чешуя морды часто гладкая. На кончике морды направленный вверх и немного вперёд заострённый мягкий вырост длиной 3—5 мм, покрытый чешуйками. Сверху серая, буроватая или красновато — бурая, с тёмной зигзагообразной полосой или крупными ромбическими или поперечными полосами вдоль спины. Брюхо жёлтое. Голова носатой гадюки буровато — серая, в густых мелких точках и пятнышках. Кончик хвоста снизу красный, жёлтый или зелёный.

## Распространение
Ареал включает в себя северо-восток Италии, юг Словакии, запад Венгрии, Словению, Хорватию, Боснию и Герцеговину, Сербию, Черногорию, Албанию, Грецию, Северную Македонию, Румынию, Болгарию, Турцию, Грузию и Сирию.

## Образ жизни
Обитает на каменистых склонах гор, поросших кустарниками, по осыпям и обрывам в долинах рек, в старых каменоломнях, в каменных заборах, разрушенных постройках, в кучах камней. Охотится в сумерках и первую половину ночи. Кормится грызунами, птицами, реже ящерицами. Спаривание в марте—апреле. В августе—сентябре самка приносит до 20 детёнышей 20—23 см длиной. Ядовита, но случаи смертельных исходов для человека неизвестны. Яд может быть использован для изготовления лечебных препаратов. Полезна истреблением грызунов.

## Отличительные особенности
От всех гадюк отличается выростом на кончике морды.

## Подвиды
Выделяют 3 подвида носатой гадюки (Vipera ammodytes):
- Западная носатая гадюка (V. ammodytes ammodytes)
- Южная носатая гадюка (V. ammodytes meridionalis)
- V. ammodytes montandoni

Закавказский подвид Vipera ammodytes transcaucasiana по современной российской классификации выделяется в отдельный вид — закавказская носатая гадюка (Vipera transcaucasiana).

## Фото

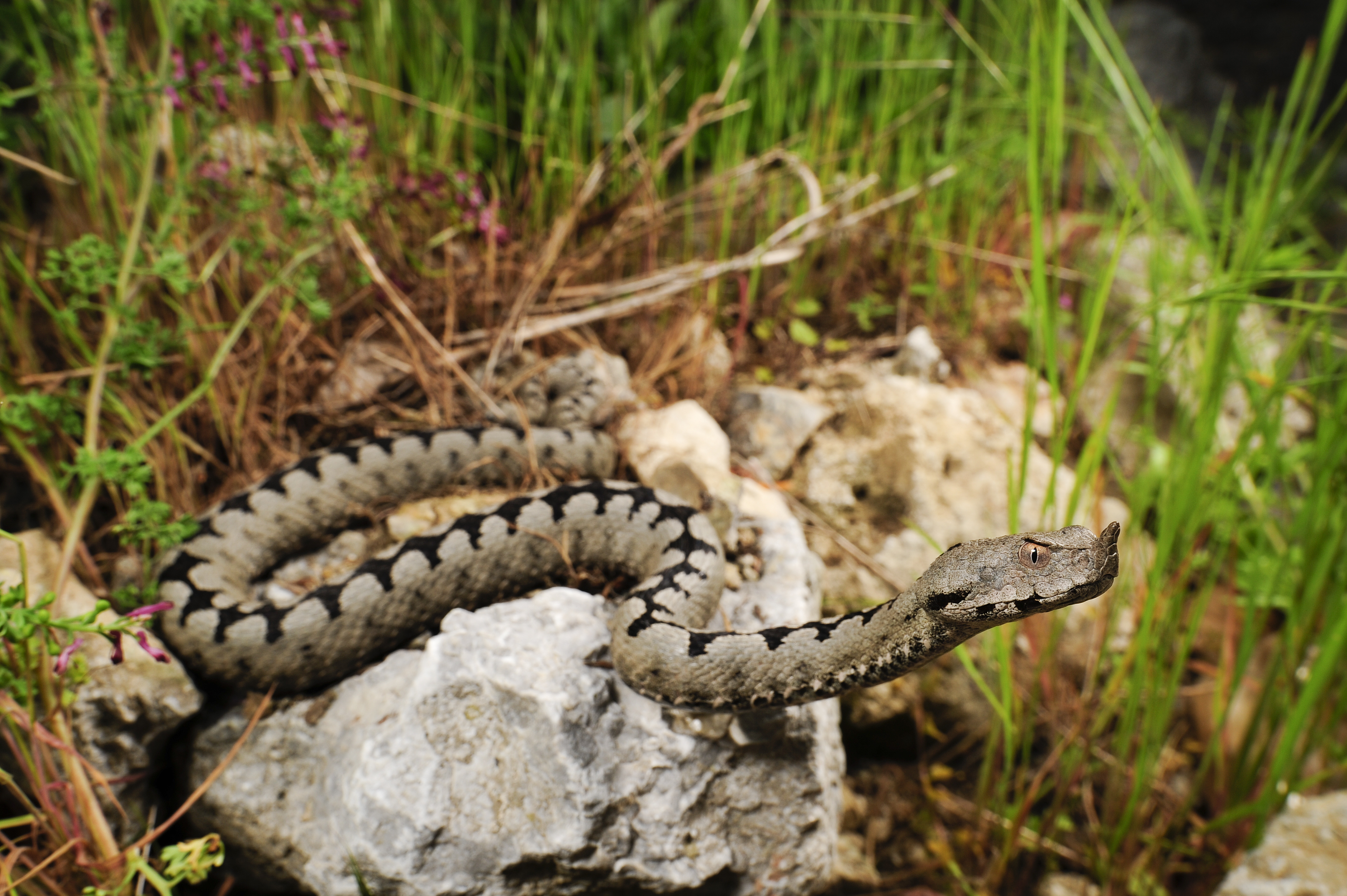
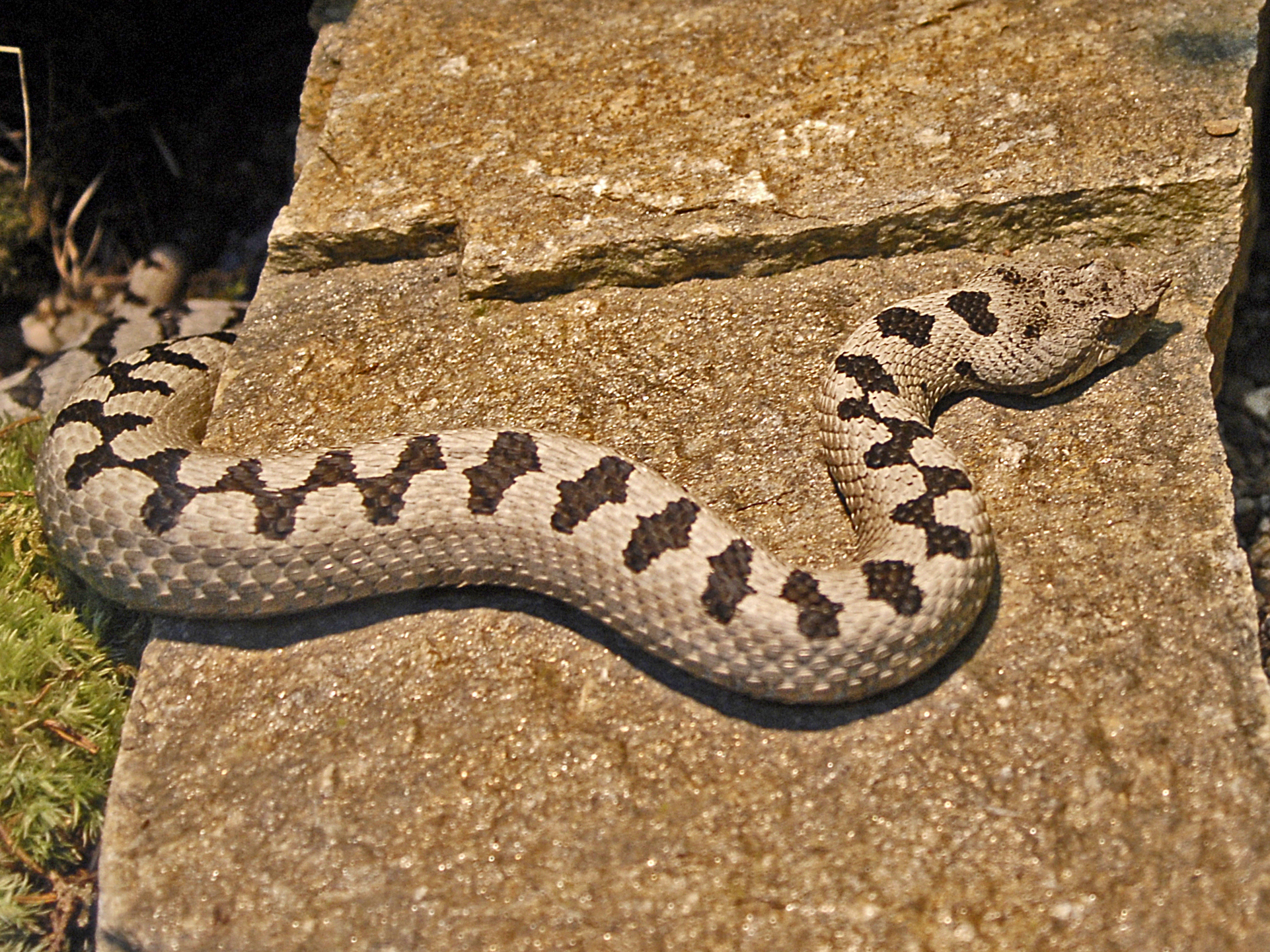
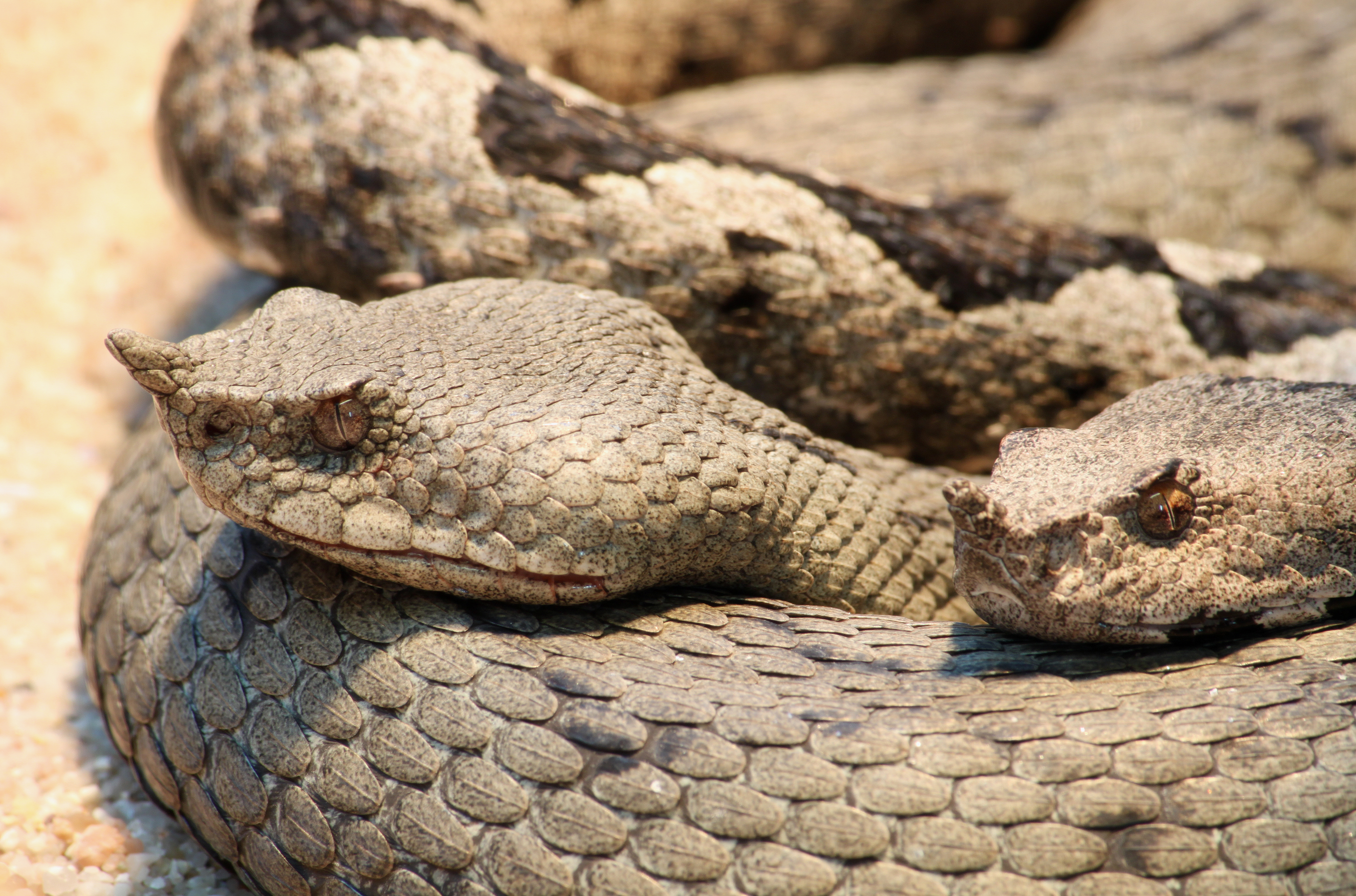
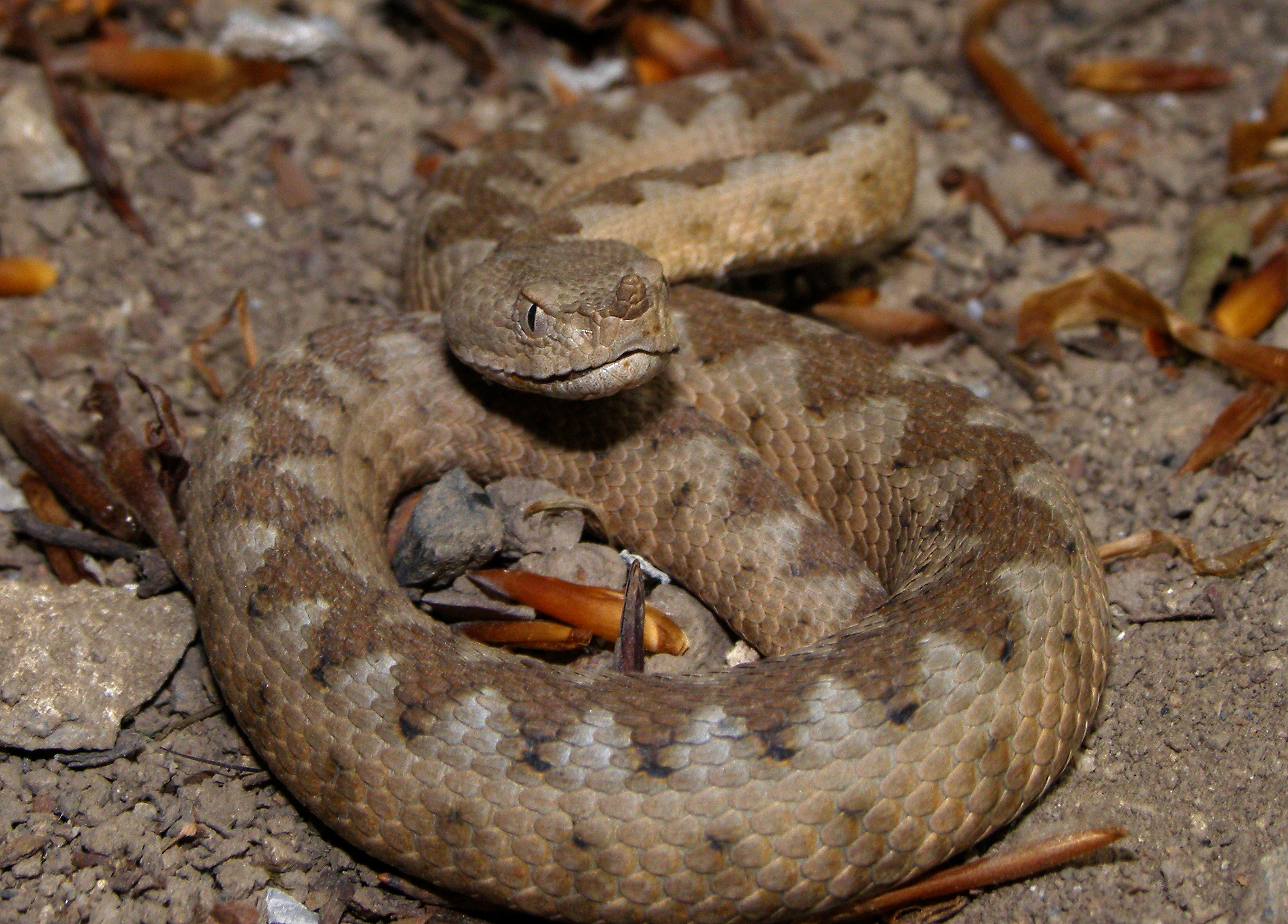
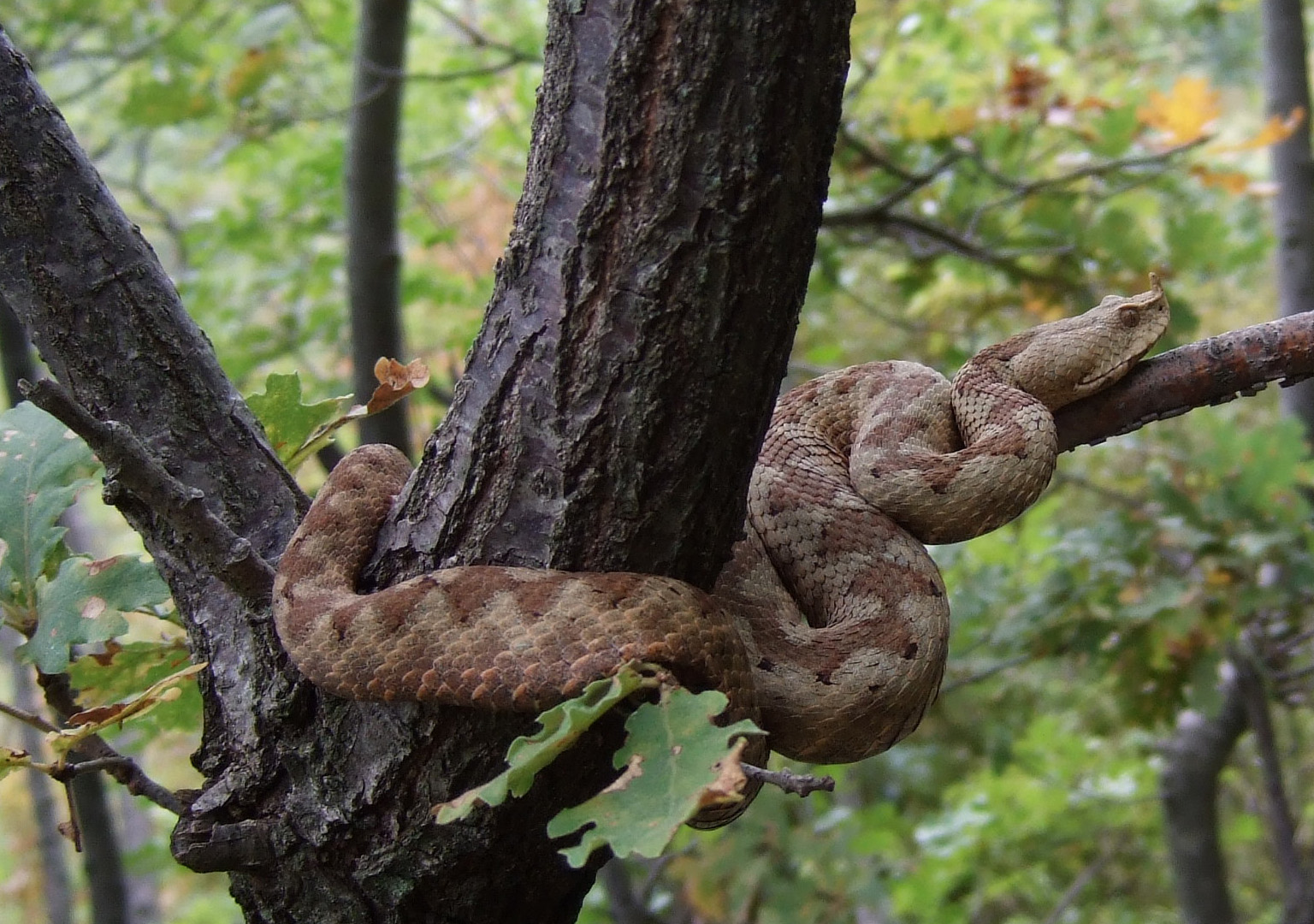
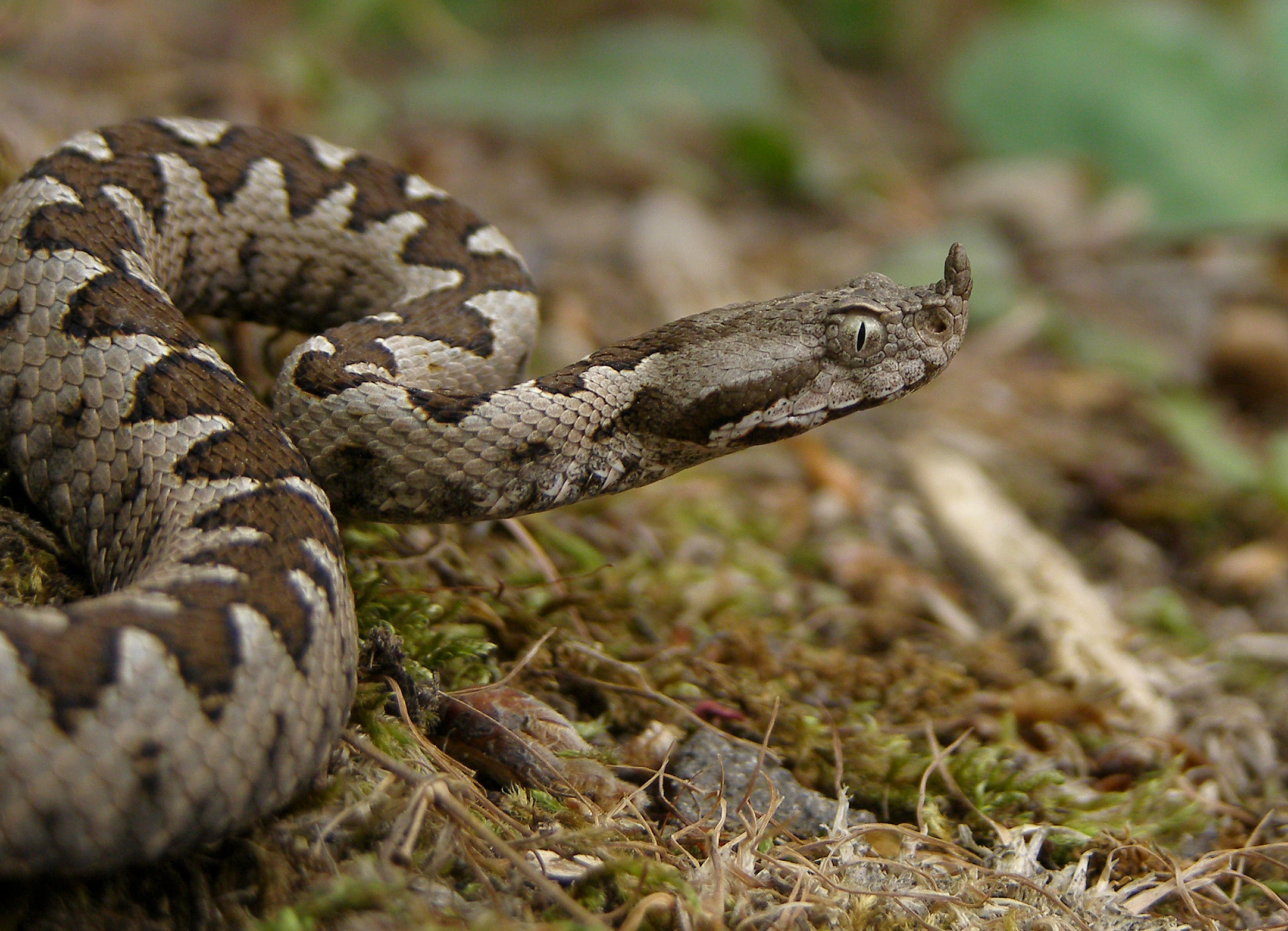
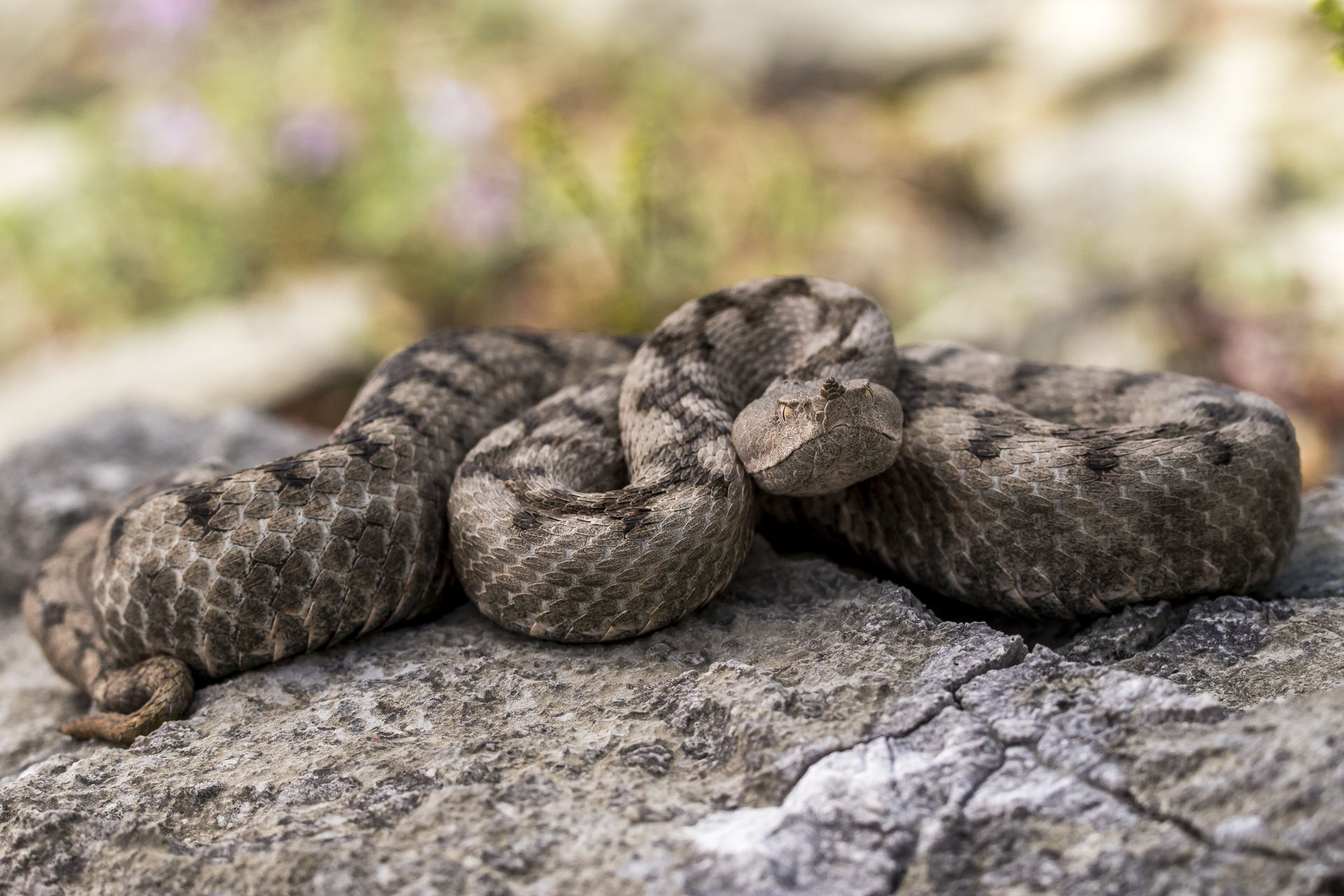